# 英國海外公民
英国海外公民（英語：British Overseas Citizen）是一种英国国籍。英国海外公民是1981年英国国籍法所产生出来其中的一种英国国籍，于1983年1月1号之后开始生效。這種國籍沒有賦予任何地區的居留權，但屬於英聯邦公民及可獲得英國領事保護。
1983年1月1号以前，英国国籍只有一种，全称为英国及殖民地公民（Citizen of the United Kingdom and Colonies，简称）。1981年英国国籍法将英国国籍分为三种，即英国公民、英国属土公民（后来改称英国海外领土公民）以及英国海外公民。英国海外公民是不合资格取得英国公民或英国属土公民身份的前英国及殖民地公民，多数是因着和前英国殖民地的连系而取得英国及殖民地公民身份的人。
英国海外公民身份一般是给予居住在前英国殖民地、该殖民地脱离英国管治后未获得新国籍的人士（也有例外的情况，如马来西亚及香港）。现今具有英国海外公民资格人数最多的国家地区为马来西亚的槟城和马六甲以及非洲国家肯亚。
英国海外公民基于被认为与英国本土只有「薄弱」的关系，这类人士不能自动获得英国居留权。自2002年7月起，英国海外公民在没有其他国籍的情况下，可申请具有英国居留权的英国公民身份，但已有其他国籍者不得放弃已擁有的国籍、以无国籍为由提出申请。英国海外公民身份一经放弃，在任何情况下都不得恢复。英国海外公民如取得他国国籍者，亦不会丧失英国海外公民身份，英国海外公民身份地位到了今天依然属于有效的合法英国国籍的一种，符合资格的申请者依然可以通过其合法结婚父亲的身份获取英国海外公民身份。

## 一般资格
在1983年1月1号或以后，已经成为英国海外公民者；如果：
1. 你已经在1982年12月31号或以前成为了英国及殖民地公民；以及
2. 你并没有在1983年1月1号或以后成为了英国公民或者英国海外领土公民。

在大部分的情况之下，如果一名人士是透过出生、血统、合法领养、归化或登记而成为英国及殖民地公民或在1983年1月1号以前以英国及殖民地公民身份，连续居住在英国超过5年或以上；这样你在1983年1月1号或以后已经成为英国公民。
大部分情况之下，如果一名人士在1983年1月1号以前，已在英国海外领土（British overseas territory）出生，血统，合法领养，归化或登记得到英国及殖民地公民身份；这样你在1983年1月1号起成为海外领土公民。

## 香港

### 英国海外公民
如果该名人士在1997年7月1号或以后，并没有任何国籍而有可能变成为无国籍人士；或如果在1997年7月1号或以后在香港出生但成为无国籍人士以及父母其中一位是英国国民（海外）或英国海外公民；将被视为英国海外公民。任何人士在1997年6月30号以前，香港永久居民并没有在香港登记成为英国国民（海外），而同时又没有其他国籍，他们将根据《1986年香港（英国国籍）令》第6(1)款，自动成为英国海外公民。

### 少數族裔
在2006年2月，英國當局宣佈，有600名來自香港，並具印度血統的少數族裔兒童申請英國公民身份時，曾遭錯誤地拒絕受理 ，而這600宗申請都是在1997年7月以後陸續提出的。對於有關的錯誤拒絕受理個案，英國政府同意，只要有關申請人願意，當局會重新考慮有關的申請 ，而且申請費用全免。
而自從印度政府修改《1955年印度公民身份法案》後，公民身份不可再透過出生時以血統關係自動取得。這項修證，促使部分在2004年12月3日以後於香港出生的印度裔兒童，只要在出生時父或母一方具有英國國民（海外）或英國海外公民身份，他們皆可循《1986年香港（英國國籍）令》第6(2)或6(3)款，自動成為英國海外公民，從而避免成為無國籍人士。這類人士如果在出生以後仍然未能取得任何國籍身份，他們將有資格申請成為英國公民，並擁有居英權 。
另一方面，由於尼泊爾政府在2006年對《尼泊爾國籍法》作出澄清，使到不少在香港出生，而同時未能在21歲前放棄英國國籍的尼泊爾人，都會因為喪失尼泊爾公民身份而成為英國人。為此，英國政府已作出相應行動，准許部份在1976年6月30日以前生於香港的尼泊爾護照持有人成為英國海外公民。這類人士如果願意的話，更可隨時申請登記成為英國公民，並取得居英權 。
在2008年9月30日，英國倫敦的高等法院裁定，1997年香港主權移交以前退役的踞喀兵可獲得英國居留權，這意味有大約2,000名居於香港或尼泊爾的退伍踞喀兵可成為英國公民，有輿論認為有關裁決「糾正了一個重大錯誤」。至於在此以前，由於踞喀兵基地在1997年以後才由香港遷往英格蘭的肯特郡，因此英國政府一直容許1997年後退役的踞喀兵才可成為英國公民。

### 相關旅遊證件
- 英國國民（海外）護照
- 英國屬土公民護照

## 马来西亚
1946年以前，槟城、马六甲及新加坡属海峡殖民地，而马来亚各马来苏丹国为英国保护国。由于海峡殖民地为英国殖民地，在海峡殖民地出生的人士享有英籍身份，而其他地区人民只有受英国保护人士身份。1946年海峡殖民地解散，槟城、马六甲以及其他马来州属被合并为马来亚联邦，后来于1948年调整为马来亚联合邦，槟城和马六甲在这段期间仍然保留殖民地地位。1957年，马来亚联合邦独立，马来州属人民失去受英国保护人士身份而成为马来亚公民。在当地华人要求下，槟城与马六甲人民在成为马来亚公民同时得以保留英国及殖民地公民身份，拥有英籍身份的父亲也可以将其身份传给子女。1963年，北婆罗洲、砂拉越、新加坡与马来亚联合邦合并成为马来西亚，英国方面也撤销了三个前殖民地人民的英籍身份，但是槟城和马六甲不受影响。1983年1月1号，1981年英国国籍法生效后，拥有英国及殖民地公民身份的槟城与马六甲人士被归类为英國海外公民，从1983年1月1日开始，这类英籍身份将不再被允许由父亲传承给他们的下一代，也就是说，英国海外公民身份仅限于父亲在1957年前出生已经他们的下一代必须是1983年1月1日以前出生于槟城或者马六甲。

## 其他參考與外部連結
- 英國政府 有關確認何種在1949年以前在香港出生者可取得英國國籍的聲明 （页面存档备份，存于）
- 英國政府 有關確認何種在1949年至1982年間在香港出生者可取得英國國籍的聲明 （页面存档备份，存于）
- 英國政府 有關確認何種在1983年至1997年間在香港出生者可取得英國國籍的聲明 （页面存档备份，存于）
- 1986年香港(英國國籍)令
- 1986年香港(英國國籍)令第6款有關避免出現無國籍情況的條文
- 關於香港印度裔人士的英國公民身份資料
- 關於香港尼泊爾裔人士的英國公民身份資料
- 內政部就600名香港印度裔兒童遭錯誤地拒絕受理申請英國公民身份一事，致艾夫伯里勳爵的函件 （页面存档备份，存于）
- 英國國籍法案：1981年 （页面存档备份，存于）、1965年 （页面存档备份，存于）、1964年 （页面存档备份，存于）、1958年 （页面存档备份，存于）、1948年 （页面存档备份，存于）、1772年 （页面存档备份，存于）、1730年 （页面存档备份，存于）
- 香港人民自二戰以後的國籍轉變，Michiko Ai